# 10月23日
10月23日是阳历一年中的第296天（闰年第297天），离全年的结束还有69天。

## 大事记

### 19世紀以前
- 1086年：穆拉比特王朝蘇丹優素福·伊本·塔什芬領導的穆斯林军队在薩拉卡戰役中击败由卡斯提亞國王阿方索六世所領導的基督教军队。
- 1739年：英國首相羅伯特·沃波爾宣布大英帝國對西班牙帝國開戰，詹金斯的耳朵戰爭爆發。

### 19世紀
- 1856年：大英帝國抗議清朝廣州水師在商船亞羅號上進行的搜查及逮捕海盜及嫌疑犯行動，並以此进攻广州，最終導致第二次鸦片战争，是為「亞羅船事件」。
- 1868年：日本天皇將原與孝明天皇共用之年號慶應，改元為「明治」，至此日本進入一世一元制。
- 1884年：中法战争：法军司令孤拔宣布封锁台湾。

### 20世紀
- 1906年：亞伯托·桑托斯·杜蒙駕駛他的雙翼機14-bis（英语：Santos-Dumont 14-bis）在約4公尺的高度飛行了50公尺。
- 1911年：義大利王國在對鄂圖曼土耳其帝國的義土戰爭中首次在人类战争史上首次使用動力飛行器「飞机」在空中進行戰鬥，同時義軍也使用飛機投擲炸彈，攻擊土軍在利比亞的地面軍隊。
- 1915年：约3万名妇女在美国纽约市第五大道举行游行，要求普选权。
- 1917年：俄罗斯布尔什维克党决定发动十月革命。
- 1917年：一战：美国军队投入战场。
- 1923年：德国汉堡起义爆发。
- 1924年：由於日本不滿吳佩孚的反日政策,於是策動冯玉祥发动北京政变。
- 1926年：苏共中央政治局宣布开除列夫·托洛茨基和格里戈里·季诺维也夫。
- 1926年：北伐：上海工人发动第一次武装起义，被孙传芳镇压。
- 1930年：蒋介石接受洗礼，皈依基督教。
- 1931年：中國左翼电影运动[1]。
- 1941年：二战：朱可夫临危受命，指挥蘇聯紅軍防卫莫斯科。
- 1942年：二战：第二次阿拉曼战役开始，由大英帝國英國陸軍元帥哈羅德·亞歷山大對抗大德意志帝國德國陸軍元帥埃爾溫·隆美爾。
- 1942年：二战：在美國軍隊於瓜達康納爾島戰役初期建立基地後，大日本帝國軍隊針對該基地發起。
- 1946年：联合国大会在纽约市法拉盛首次开会。
- 1949年：中共广东省委机关报《南方日报》创刊。
- 1954年：联邦德国加入北大西洋公约组织。
- 1955年：越南國舉行決定往後政體的公民投票，其中吳廷琰和保大帝分別主張採行共和制與君主制。
- 1956年：數萬名布達佩斯學生和響應群眾遊行至國會大廈，遭到國家保安局武裝鎮壓，匈牙利革命爆發。
- 1958年：比利时漫画家贝约创作的漫画角色蓝精灵首次出现在他发表于杂志的连载漫画上。
- 1961年：台灣證券交易所成立，並於1962年2月9日正式開業。
- 1973年：赎罪日战争：联合国停火令正式结束了叙利亚和以色列之间的军事行动。
- 1980年：香港政府宣佈取消抵壘政策，對中國大陸的非法入境者採取即捕即解政策。
- 1983年：在黎巴嫩內戰中，贝鲁特发生自杀式汽车炸弹袭击，299名美国和法国的维和部队士兵被炸死。
- 1989年：美國德州帕薩迪納工業區中的菲利浦石油公司（英语：Phillips Petroleum Company）高密度聚乙稀工廠，發生人類史上單一化工廠最大爆炸損失的事故（英语：Phillips disaster of 1989），23名員工罹難，314人受傷。
- 1991年：《全面政治解決柬埔寨衝突協定》签署，柬越戰爭正式結束。
- 1992年：日本明仁天皇成为首位访问中国的日本天皇。
- 1993年：上海杨浦大桥建成通车。
- 1998年：怀伊河备忘录：以色列总理本雅明·内塔尼亚胡同巴勒斯坦领导人阿拉法特会谈，达成“土地换和平”原则协议。
- 1999年：中日青少年交流框架合作计划启动。

### 21世紀
- 2001年：爱尔兰共和军临时派宣布放下武器。
- 2001年：美國蘋果公司研製的可攜式多功能數位音訊播放器iPod首次發表，隨即在市場引起流行。
- 2001年：《俠盜獵車手III》發行，協助開放世界與成熟內容的電玩遊戲普及化。
- 2002年：车臣共和国武装分子制造莫斯科歌剧院胁持事件，劫持了莫斯科一所剧院中的700余名观众作为人质。
- 2002年：《聯合國氣候變化綱要公約》第8屆締約方會議召開。
- 2004年：新潟縣中越地震发生。
- 2004年：巴西首次发射运载火箭。
- 2016年：港鐵觀塘綫正式延伸至何文田及黃埔。
- 2020年：在美國總統川普斡旋下，以色列與蘇丹達成關係正常化的《以色列–蘇丹和平協議》，蘇丹成為第五個承認以色列的阿拉伯國家。
- 2020年：第二次利比亞內戰主要交戰方民族團結政府和國民軍在日內瓦簽署永久停火協議。
- 2021年：中華民國臺中市第二選舉區立法委員陳柏惟遭到投票罷免，是中華民國歷史上首位遭罷免的立法委員。
- 2021年：紐西蘭奧克蘭結束為期1年7個月的一級灌溉禁令。

## 出生
- 1491年：依納爵·羅耀拉，西班牙巴斯克天主教牧師、神學家，耶穌會創始人（1556年逝世）
- 1727年：孝儀純皇后，內管領魏清泰之女，乾隆帝之皇后，嘉慶帝生母（1775年逝世）
- 1817年：皮埃爾·拉魯斯，法國語法學家、辭書學家和百科全書編纂家（1875年逝世）
- 1880年：李叔同，中國畫家、音樂家、劇作家、書法家、篆刻家、詩人、藝術教育家、漢傳佛教僧侶（1942年逝世）
- 1894年：艾瑪·維索茨基，美國天文學家（1975年逝世）
- 1905年：費利克斯·布洛赫，瑞士物理學家，1952年諾貝爾物理學獎得主（1983年逝世）
- 1905年：嚴家淦，中華民國政治人物，前任中華民國總統（1993年逝世）
- 1922年：曾紀恩，台灣棒球領隊（2012年逝世）
- 1923年：謝晉，中國電影導演（2008年逝世）
- 1928年：朱鎔基，前中華人民共和國國務院總理
- 1931年：喜多川扩，日本娱樂经紀（2019年逝世）
- 1935年：埃貢·弗蘭克，波蘭男子擊劍運動員（2022年逝世）
- 1936年：菲力普·考夫曼，美國導演、監製、編劇、演員
- 1940年：迈克爾·克莱頓，美國作家、影視導演（2008年逝世）
- 1940年：比利，巴西退役足球運動員（2022年逝世）
- 1942年：麥可·克萊頓，美國作家、醫生、製片人、導演、編劇（2008年逝世）
- 1945年：沃德·克莉史汀森，美國程式設計師（2024年逝世）
- 1954年：李安，台灣電影導演
- 1957年：保羅·卡加梅，盧安達政治家、前軍事領袖、獨裁者，現任盧安達總統
- 1957年：阿爾弗雷德·馬修·揚科維奇，美國創作型惡搞歌手、音樂製作人、演員
- 1958年：陸弈靜，臺灣女演員
- 1958年：木下浩之，日本男演員、聲優
- 1958年：秋美愛，韓國政治人物，曾任韓國法務部部長
- 1959年：，美國電影導演、監製、編劇、演員
- 1960年：林俊賢，香港男演員
- 1960年：佐藤正久，日本政治人物，現任國會參議院議員
- 1961年：蘇比沙列特，西班牙足球運動員
- 1963年：葉偉信，香港著名電影導演
- 1964年：下村努，日裔美國電腦安全專家、計算物理學專家
- 1965年：王柏森，台灣電影演員
- 1965年：阿斯卡爾·馬明，哈薩克政治家，第10任哈薩克總理
- 1970年：格蘭·今原，日裔美國電子工程師、機器人專家、《流言終結者》主持人（2020年逝世）
- 1973年：黃俊鵬，中國男演員
- 1975年：馮勝賢，台灣棒球選手
- 1975年：椎名輕穗，日本漫畫家
- 1976年：萊恩·雷諾斯，加拿大演員
- 1978年：王楠，中國女子桌球運動員
- 1978年：約翰·雷基，美国棒球选手
- 1979年：沈騰，中國男演員
- 1979年：石瓊璘，中國中央電視台節目主持人
- 1979年：普拉巴斯，印度男演員
- 1980年：劉海霞，中國女子舉重運動員
- 1980年：霍思燕，中國女演員
- 1980年：林雨申，中國男演員
- 1980年：希良梨，日本女演員
- 1981年：黃翠如，香港女藝人
- 1981年：莊韻澄，香港女模特兒、演員
- 1981年：李己雨，韓國模特兒、男演員
- 1982年：白歆惠，台灣模特兒、演員
- 1982年：張雪芹，香港女藝人
- 1983年：郁可唯，中國女歌手
- 1983年：孫藝洲，中國男演員
- 1983年：磯山沙也加，日本寫真偶像、演員
- 1984年：李英雅，韓國女演員
- 1985年：宋雙佳，香港主持、配音藝員
- 1986年：艾美莉·克拉克，英國女演員
- 1986年：安德烈·卡帕斯，斯洛伐克裔加拿大計算機科學家
- 1987年：渡邊直美，日本女性搞笑藝人
- 1987年：徐仁國，韓國男歌手、演員
- 1987年：阿云嘎，中國歌手
- 1988年：妮娅·阿里，美國女子田徑運動員
- 1991年：申原昊，韓國男模特兒、演員
- 1991年：小室真子，日本皇室成員
- 1992年：溫貞菱，台灣演員
- 1992年：蕭順議，台灣男子籃球運動員
- 1992年：阿爾瓦羅·莫拉塔，西班牙職業足球運動員
- 1993年：上村祐翔，日本男性聲優、演員
- 1993年：小林愛香，日本女性聲優
- 1993年：法比尼奧，巴西職業足球運動員
- 1994年：瑪格麗特·庫利，美國女演員
- 1994年：妮基·希爾茨，美國女子田徑運動員
- 1995年：阿格妮絲·傑貝特·蒂羅普，肯亞女子長跑運動員（2021年逝世）
- 1995年：羅正，中國男演員、男歌手
- 1996年：劉些寧，中國女子偶像團體硬糖少女303成員
- 1997年：Minnie，韩國女子偶像團體i-dle成員
- 1998年：阿曼德拉·斯坦伯格，美國女演員
- 1999年：小林由依，日本女子偶像團體櫻坂46成員
- 2002年：寧藝卓，韩國女子偶像團體aespa成員

## 逝世
- 前42年：马尔库斯·尤尼乌斯·布鲁图，古罗马政治家、凯撒养子（前85年出生）
- 930年：醍醐天皇，日本第60代天皇（885年出生）
- 949年：陽成天皇，日本第57代天皇（869年逝世）
- 1157年：斯文三世，丹麥國王（約1125年出生）
- 1858年：閔致祿，朝鮮王朝官員（1800年出生）
- 1869年：愛德華·史密斯-斯坦利，英國保守黨領袖和英國首相（1799年出生）
- 1872年：泰奧菲爾·哥提耶，法國詩人、小說家、戲劇家和文藝批評家（1811年出生）
- 1910年：拉玛五世，泰国国王（1853年出生）
- 1921年：約翰·登祿普，蘇格蘭發明家、獸醫，充氣輪胎的發明者（1840年出生）
- 1937年：秦霖，中华民国国民革命军将领（1900年出生）
- 1943年：若島權四郎，日本相撲力士，第21代橫綱（1876年出生）
- 1970年：華頂博信，日本皇族、軍官、政治人物（1905年出生）
- 1970年：范长江，中國记者（1909年出生）
- 1986年：愛德華·阿德爾伯特·多伊西，美國生物化學家，1943年諾貝爾生理學或醫學獎得主（1909年出生）
- 1988年：朝潮太郎，日本相撲力士，第46代橫綱（1929年出生）
- 2004年：，英格蘭前職業足球運動員、足球教練（1919年出生）
- 2011年：赫伯特·豪普特曼，美國數學家、化學家，1985年諾貝爾化學獎得主（1917年出生）
- 2011年：努斯拉特·布托，巴基斯坦政治人物（1929年出生）
- 2021年：亞歷山大·弗拉基米羅維奇·羅戈日金，俄羅斯電影導演、編劇（1949年出生）
- 2022年：文禮治，葡萄牙政治人物，第126任澳門總督（1927年出生）
- 2022年：利珀爾·佩雪克，捷克指揮家（1933年出生）
- 2024年：利昂·庫珀，美國物理學家，1972年諾貝爾物理學獎得主（1930年出生）
- 2024年：哈馬·阿馬杜，尼日政治人物，前任尼日總理（1950年出生）

## 节假日和习俗
- 摩尔日
- 世界雪豹日：2013年10月23日，在吉尔吉斯首都比什凯克举行的第一届全球雪豹保护论坛上，包括中国在内的十二个亚洲国家签署了关于保护雪豹的“比什凯克宣言”，并将10月23日定为国际雪豹日[2]。
- 匈牙利：國慶日
- 利比亞：解放日
- 泰國：五世皇紀念日